# Kresy Zachodnie
     1000 r. (Okres Polski wczesnopiastowskiej)
     1005 r. (Okres Polski wczesnopiastowskiej)
     1619 r. (Okres I Rzeczypospolitej)

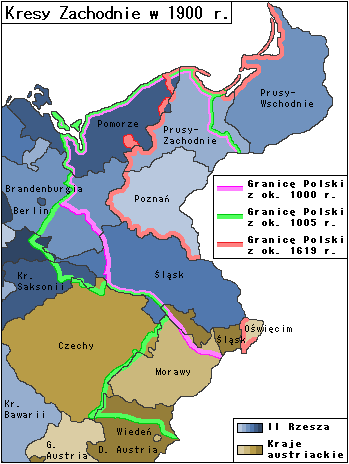
Wschodnie tereny Rzeszy Niemieckiej i północnych Krajów austriackich (wchodzące wcześniej w skład Związku Niemieckiego) w 1900 roku oraz dawne granicę państwa Polskiego obejmujące Wielkopolskę, Kujawy, Pomorze, Śląsk, Ziemie lubuską, Prusy, Łużyce i Morawy w latach:
----
1000 r. (Okres Polski wczesnopiastowskiej)
1005 r. (Okres Polski wczesnopiastowskiej)
1619 r. (Okres I Rzeczypospolitej)

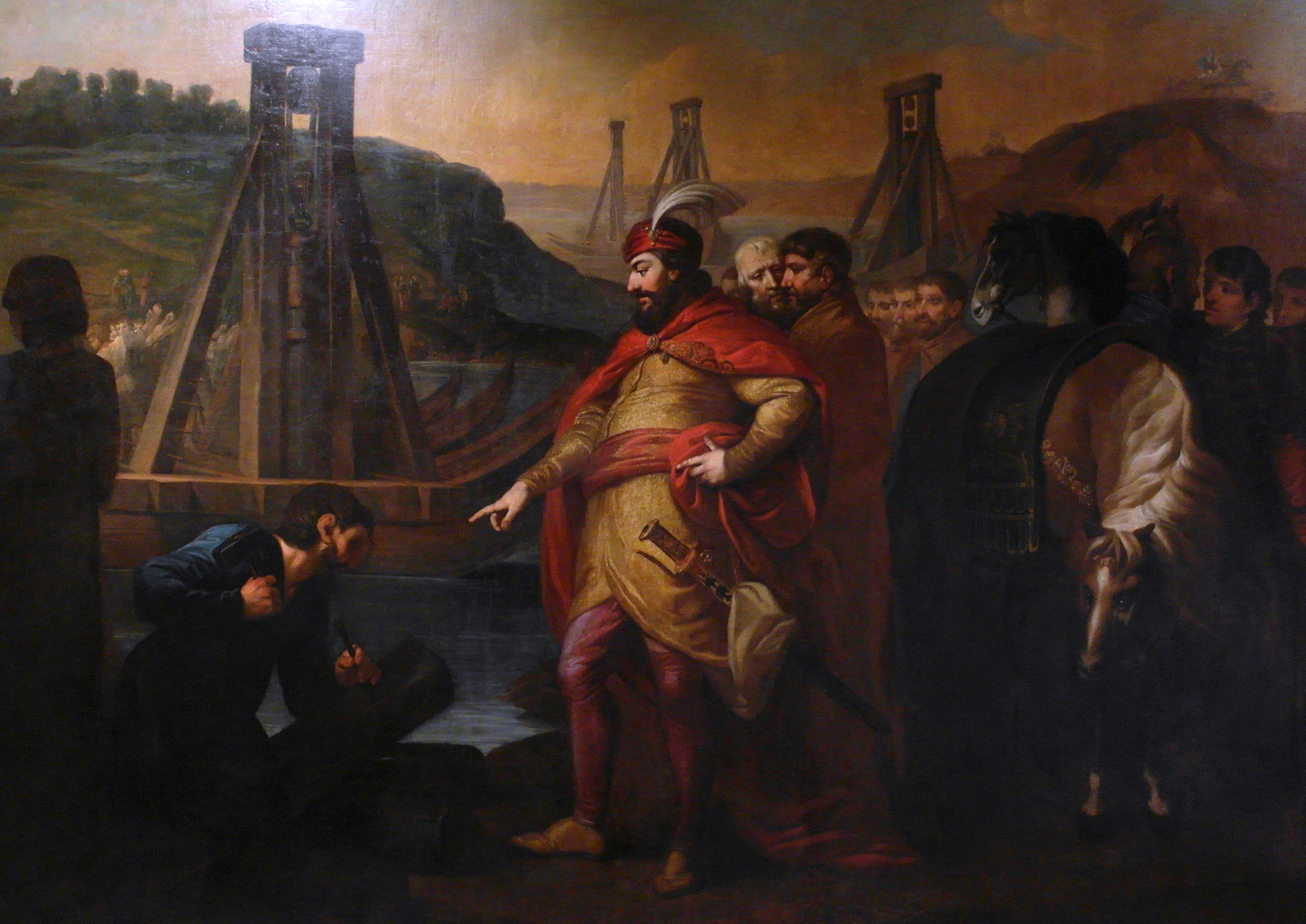
Bolesław I Chrobry rozkazuje wbić słupy graniczne na Łabie i Soławie, obraz pędzla Józefa Peszki z około 1810 roku

Kresy Zachodnie – określenie stosowane w odniesieniu do terytoriów, które w różnych okresach stanowiły zachodnie pogranicze państwa polskiego.

## Pochodzenie i znaczenie terminu
Określenie jest kalką terminu Kresy Wschodnie, jednak nie przyjęło się ono równie powszechnie w świadomości Polaków. Pierwotnie nazwa odnosiła się do obszarów I Rzeczypospolitej, które po 1815 roku znalazły się poza Królestwem Polskim – w zaborze pruskim, tj. Pomorze Gdańskie, Ziemia chełmińska, Poznańskie i Warmia; termin zastał wprowadzony w 1860 roku przez Jana Zachariasiewicza.
Kresami Zachodnimi po 1918 roku określano Pomorze Zachodnie, Pomorze Słupskie, Dolny Śląsk i Śląsk Opolski. Czasami określenie to używane było także w odniesieniu do południowo-wschodniej części Górnego Śląska. Według niektórych ówczesnych publicystów były to ziemie sięgające do rzek Odry i Nysy. Przykładem ówczesnego zastosowania pojęcia jest np. Związek Obrony Kresów Zachodnich.
W okresie międzywojennym ludność Pomorza i Wielkopolski stanowiła polityczne zaplecze Endecji, która w stosunku do obozu skupionego wokół Józefa Piłsudskiego zachowywała rezerwę bądź niechęć. Przyczyną takiej postawy była wcześniejsza współpraca marszałka z państwami centralnymi, a podczas kształtowania się granic Polski jego większe zainteresowanie włączeniem Kresów Wschodnich niż walką o kształt granicy na zachodzie.
Po 1945 roku nazwy tej używano również względem Ziem Odzyskanych, gdzie przesiedlono mieszkańców Kresów Wschodnich.

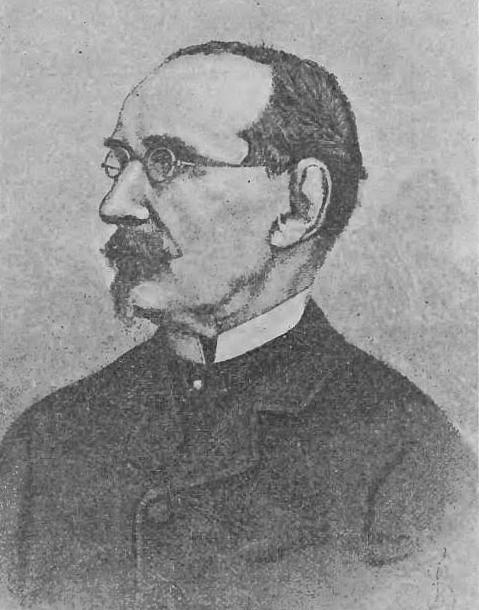
Jan Zachariasiewicz – twórca pojęcia kresów zachodnich
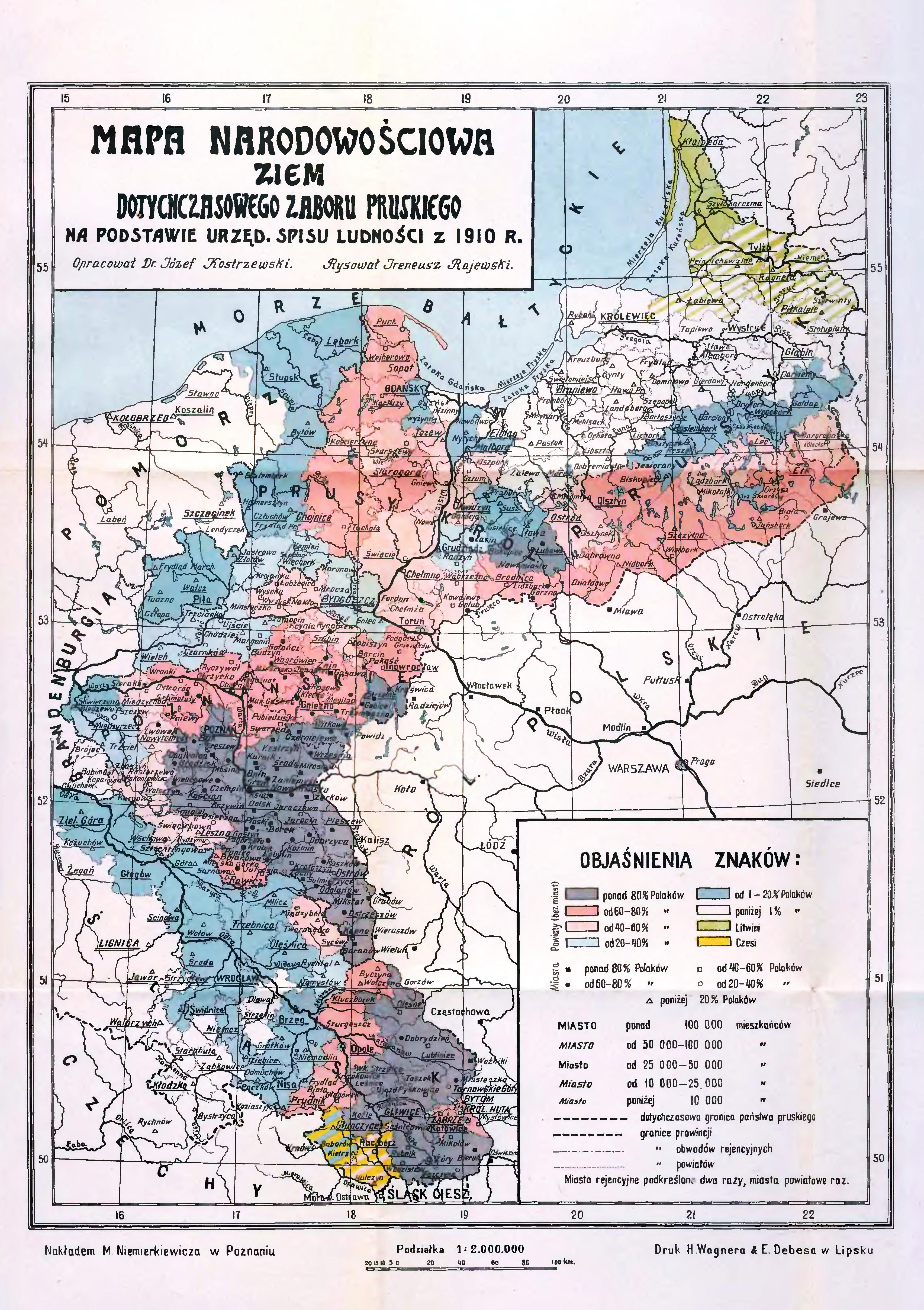
Mapa narodowościowa ówczesnych wschodnich Niemczech, w tym ziem zaboru pruskiego (z pominięciem niemieckojęzycznej ludności), na podstawie spisu z 1910 r.
Niemiecka mapa obszarów polskojęzycznych (na zielono) i niemieckojęzycznych (na pomarańczowo) w ówczesnych wschodnich Niemczech, na podstawie spisu ludności z 1910 r.
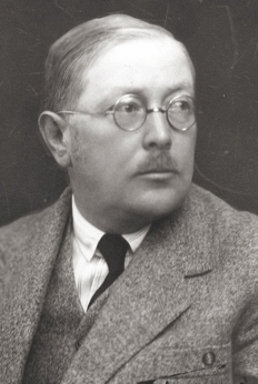
Juliusz Trzciński – prezes Rady Naczelnej Związku Obrony Kresów Zachodnich